# مونيكا ستاب

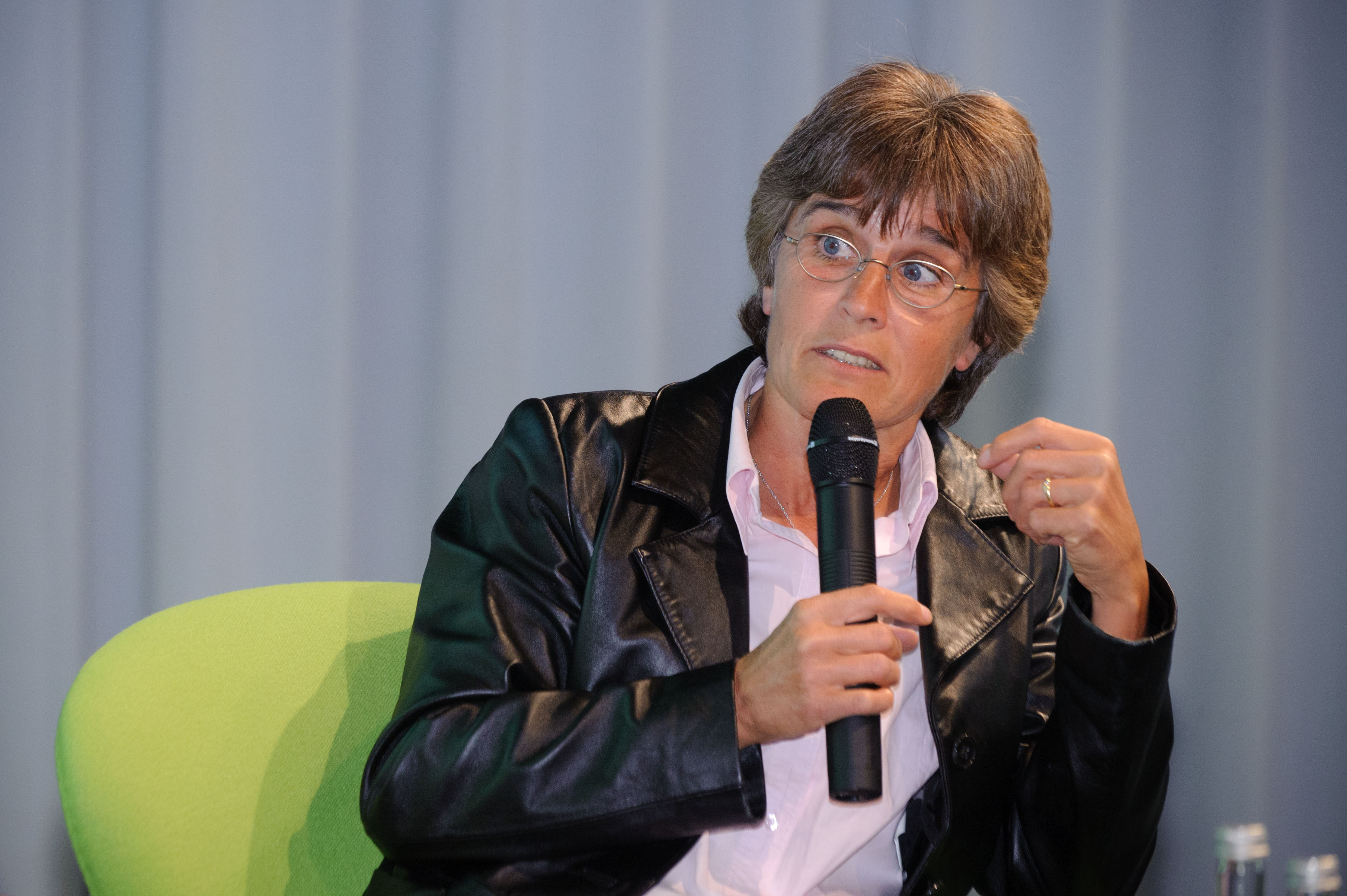
مونيكا ستاب

مونيكا ستاب (بالألمانية: Monika Staab) من مواليد (9 يناير، 1959) هي لاعبة كرة قدم ومدربة ألمانية. لعبت في أواخر السبعينيات وأوائل الثمانينيات من القرن الماضي، مع أندية كوينز بارك رينجرز، باريس سان جيرمان وساوثهامبتون قبل أن تعود إلى ألمانيا وتشرف على نادي فرانكفورت النسائي. شغلت ستاب منصب رئاسة نادي فرانكفورت النسائي من سنة 1999 إلى نهاية موسم 2003-04. وبسبب خسارة الفريق لنهائي كأس ألمانيا من توربين بوتسدام وحصوله على المركز الثاني في الموسم 2003-04 ، نزلت مرتبتها إلى مديرة فنية للفريق. انتقلت إلى البحرين في نهاية سنة 2006 لتدريب منتخب البحرين لكرة القدم للسيدات، وبعد خمسة أشهر ومباراة واحدة فقط غادرت البحرين لتعمل مع الفيفا كمستشارة لمشاريع التنمية.

## روابط خارجية
- مونيكا ستاب على موقع بيانات كرة القدم. دي إي (الألمانية)
- مونيكا ستاب على موقع عالم كرة القدم.نت (الإنجليزية)